# Amblyomma tholloni
Amblyomma tholloni är en fästingart som beskrevs av Neumann 1899. Amblyomma tholloni ingår i släktet Amblyomma och familjen hårda fästingar.
Artens utbredningsområde är Angola. Inga underarter finns listade i Catalogue of Life.